# Paul van Kempen

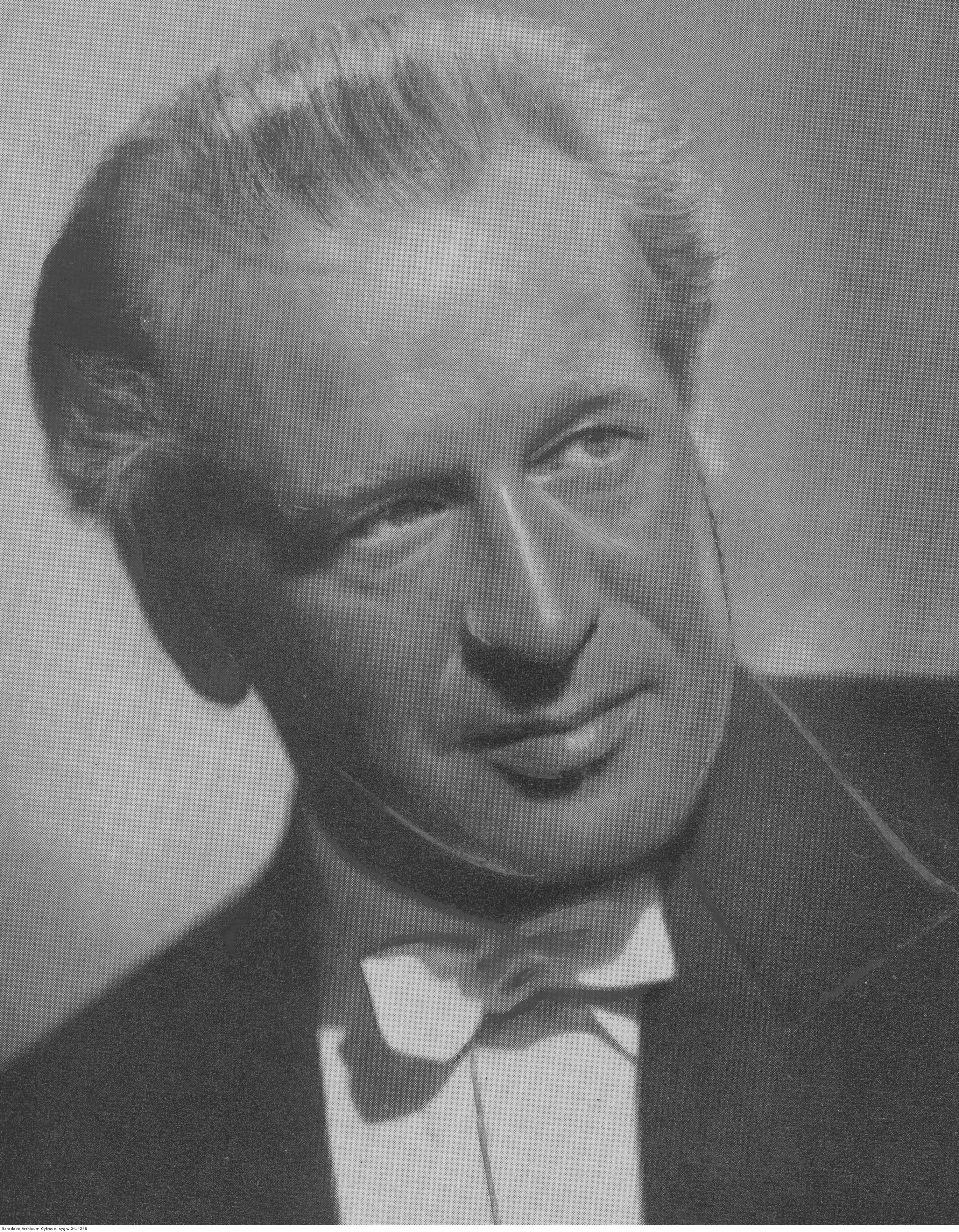
Paul van Kempen

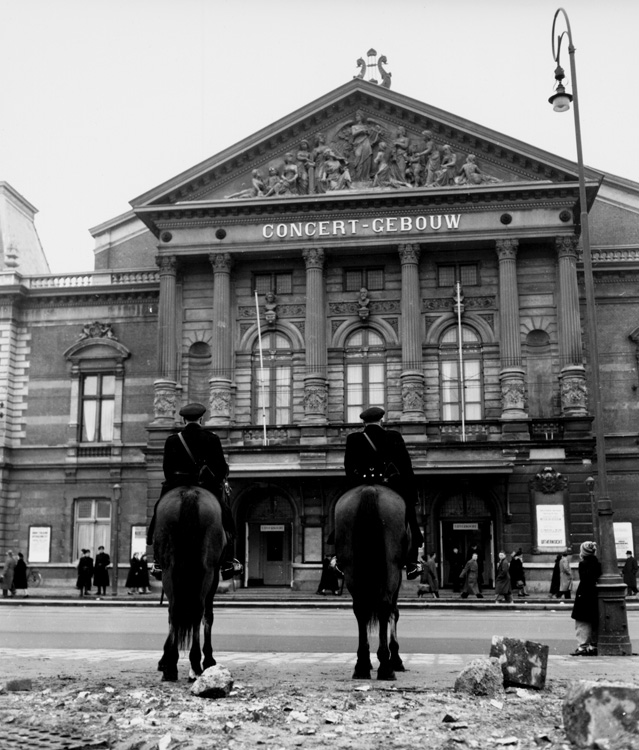
Berittene Polizisten gegenüber dem Eingang des Concertgebouw während des Auftrittes des Gastdirigenten Paul van Kempen am 28. Januar 1951

Paul van Kempen (* 16. Mai 1893 in Zoeterwoude, Südholland; † 8. Dezember 1955 in Amsterdam) war ein niederländisch-deutscher Dirigent.

## Biografie
Kempen studierte am Amsterdamer Konservatorium von 1910 bis 1913, Komposition und Dirigieren bei Julius Röntgen und Bernard Zweers, Violine bei Louis Zimmerman. Ab 1913 spielte er mit nur 20 Jahren zweite Geige im Concertgebouw-Orchester unter Willem Mengelberg, ein Jahr später erste Geige. 1916 wandte er sich aufgrund seines Zugehörigkeitsgefühls zur deutschen Kultur deutschen Orchestern zu und war u. a. Konzertmeister in Posen, Bad Nauheim und Dortmund. 1932 nahm er die deutsche Staatsbürgerschaft an. Nach zwei Jahren als Musikdirektor in Oberhausen und Kapellmeister der Deutschen Musikbühne war er von 1934 bis 1942 Chefdirigent der Dresdner Philharmonie. Das Orchester entwickelte sich unter seiner Ägide zu einem der besten in Deutschland. 1942 folgte er Herbert von Karajan als Generalmusikdirektor des Sinfonieorchesters Aachen nach, die Tätigkeit endete 1944 mit dem kriegsbedingten Zusammenbruch des deutschen Kulturlebens. Nach dem Krieg wurde er 1949 Dirigent des Philharmonischen Rundfunkorchesters Hilversum, war jedoch in den Niederlanden aufgrund seiner vorigen Tätigkeit in Deutschland recht unbeliebt. Ein Konzert im Concertgebouw musste 1951 aufgrund von Tumulten abgebrochen werden, seine Ambitionen auf eine feste Dirigententätigkeit beim Concertgebouw-Orchester waren aussichtslos. 1953 kehrte er daher als Generalmusikdirektor in Bremen nach Deutschland zurück. Er starb 1955 in einem Amsterdamer Krankenhaus an einer Lebererkrankung im Alter von nur 62 Jahren, als seine Karriere gerade wieder im Ansteigen begriffen war.
Van Kempen, ein großer Bewunderer von Willem Mengelberg, gehörte noch einer romantisch-freien Dirigentengeneration an, die durch Temposchwankungen und eigenwillige Auslegungen eine persönliche Interpretation anstrebten. Während seiner Zeit in Dresden machte er für die Deutsche Grammophon eine Reihe von Aufnahmen sinfonischer Werke und einiger Instrumentalkonzerte mit den Solisten Wilhelm Kempff und Enrico Mainardi. Nach dem Krieg wurden seine wild-düsteren Aufnahmen der fünften und sechsten Sinfonie von Tschaikowski und kürzerer Werke wie der Ouvertüre 1812 berühmt, die die ersten der 1950 neu gegründeten Philips Phonographische Industrie mit dem Concertgebouw-Orchester waren, außerdem die dritte, siebte und achte Beethoven-Symphonie für das gleiche Label.

„Hätte van Kempen länger gelebt, wäre ohne Zweifel der Mantel von Furtwängler an ihn gefallen anstatt an Klemperer.“

Seine Grabstätte befindet sich auf dem Dorffriedhof von Blaricum in Noord-Holland.